# Biserica reformată din Dârja
Biserica reformată din Dârja este un monument istoric aflat pe teritoriul satului Dârja, comuna Panticeu, județul Cluj.

## Localitatea
Dârja (în maghiară Magyarderzse) este un sat în comuna Panticeu din județul Cluj, Transilvania, România. Menționat documentar în anul 1340 sub numele Dersa.

## Biserica
Populația de etnie maghiară a satului Dârja a fost în Evul Mediu de religie catolică. Localnicii aveau un lăcaș de cult din piatră și erau păstoriți, în jurul anului 1509, de preotul Mihály. Majoritatea comunității maghiare din satul Dârja a fost convertită la religia reformată (calvină) în secolul al XVI-lea, după opinia profesorului arhivist Kádár József. Numărul mare de credincioși a făcut ca aceasta să devină pentru o vreme parohie de sine-stătătoare. În jurul anului 1658, când turcii au ocupat Oradea și au luat sub control comitatele Dăbâca și Solnocul Interior, Dârja și satele din împrejurimi au fost atacate. O parte a locuitorilor Dârjei s-au refugiat în biserica reformată, unde au fost măcelăriți, iar lăcașul de cult a fost devastat. Mai târziu, după anul 1658, ca urmare a invaziei otomano-tătare care a dus la nimicirea unui număr mare de reformați adăpostiți chiar în interiorul lăcașului de cult, comunitatea reformată Dârja devine filie a bisericii similare din Panticeu.
Biserica reformată din Dârja a fost reconstruită în anii 1721-1725 de Varsány Benedek pe locul inițial, dar fără altar. Cu acest prilej, printre ruine a fost descoperit un vas din piatră folosit pentru botez, datat înainte de Reforma religioasă, pe care au fost redate cheile Sfântului Petru. Biserica a avut două clopote, unul cu inscripția „turnat din bunăvoința notarului principal al comitatului Dăbâca, Somai Sandor, curator al ecclesiei din Dârja la 1800”. Acesta s-a deteriorat, în 1866 fiind turnat din nou. Pe clopotul mic s-a imprimat inscripția „turnat spre lauda domnului către ecclesia reformată din Dârja de către familia Varsány la 1753”.
Parohia reformată din Dârja a primit în proprietate, în 1732, teren arabil și pășune pentru 10 care de fân. La sfârșitul secolului al XIX-lea avea în stăpânire 21 de jugăre de teren și o gospodărie agricolă anexată școlii. A beneficiat de-a lungul timpului de diferite donații venite din partea credincioșilor, din care amintim din 1770 o cupă donată de Varsányi Benedek și Gáspar și o față de masă primită de la Hársanyi Ferenc și soția lui. Varsányi Pál, căpitan în regimentul grofului Gyulai, a donat în secolul al XIX-lea 100 de florini pentru completarea salariului preotului. Ca filie a parohiei reformate din Panticeu, comunitatea din Dârja a beneficiat de serviciile religioase ale pastorilor din această localitate.

## Imagini din exterior

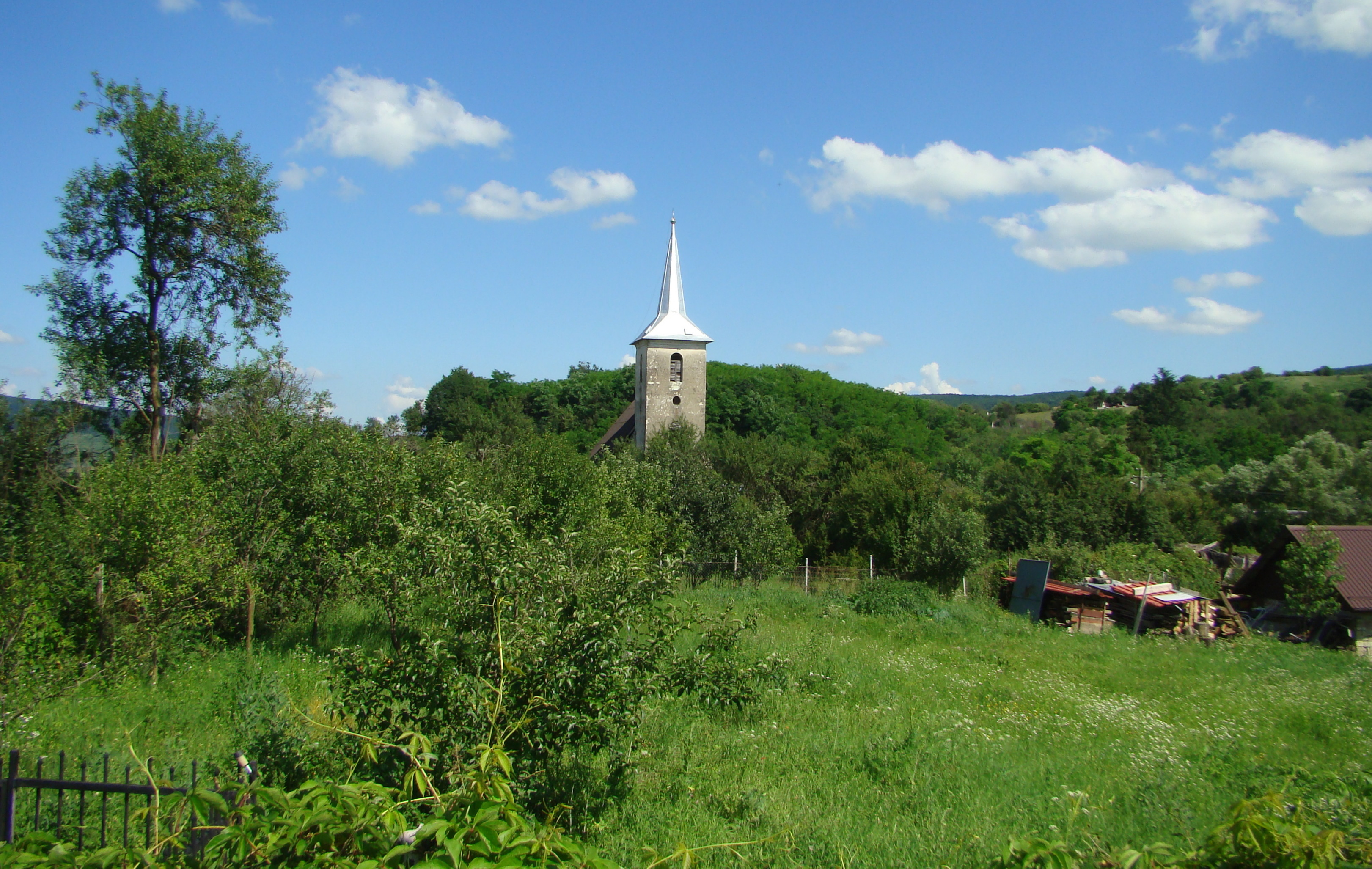
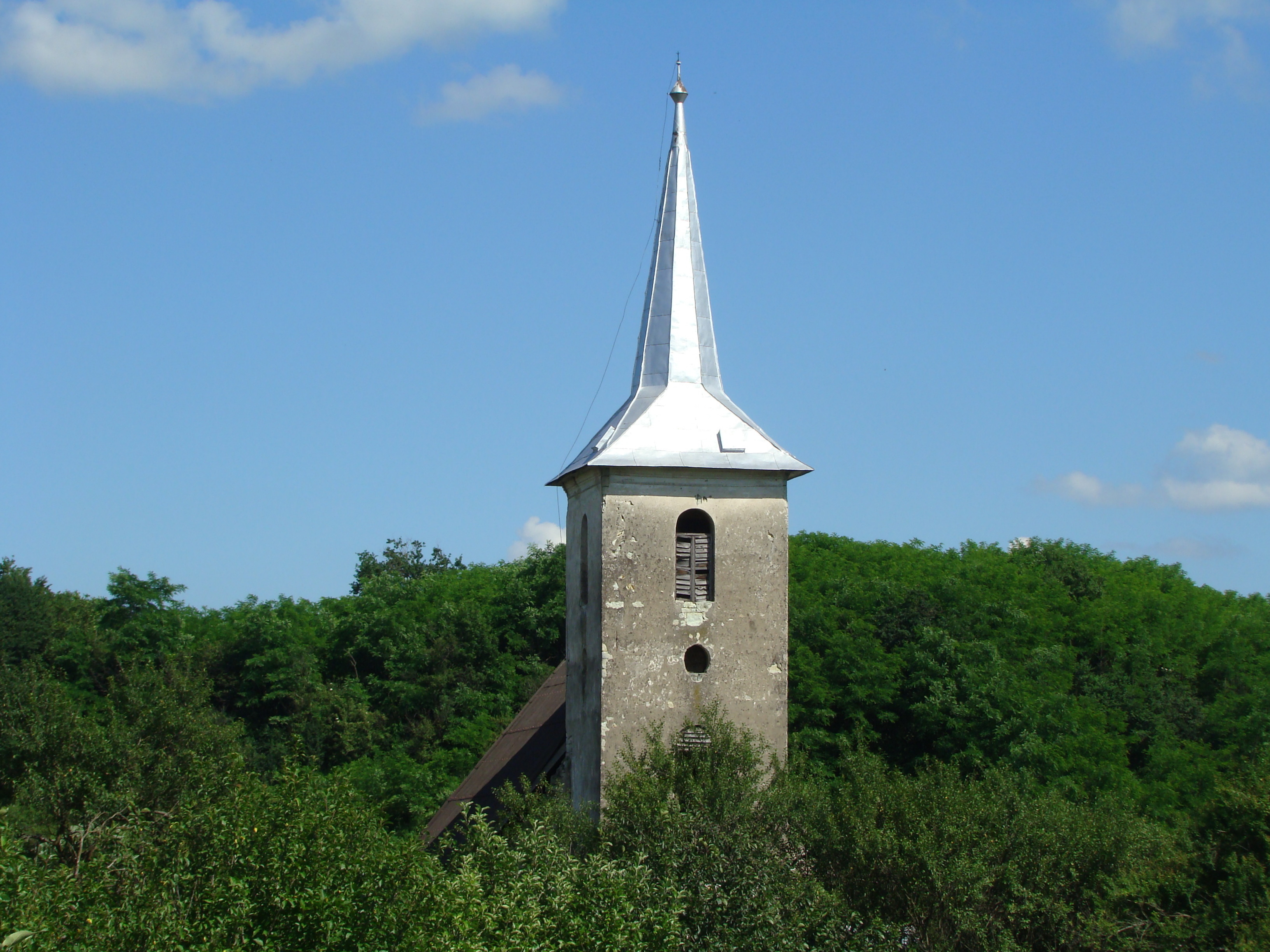
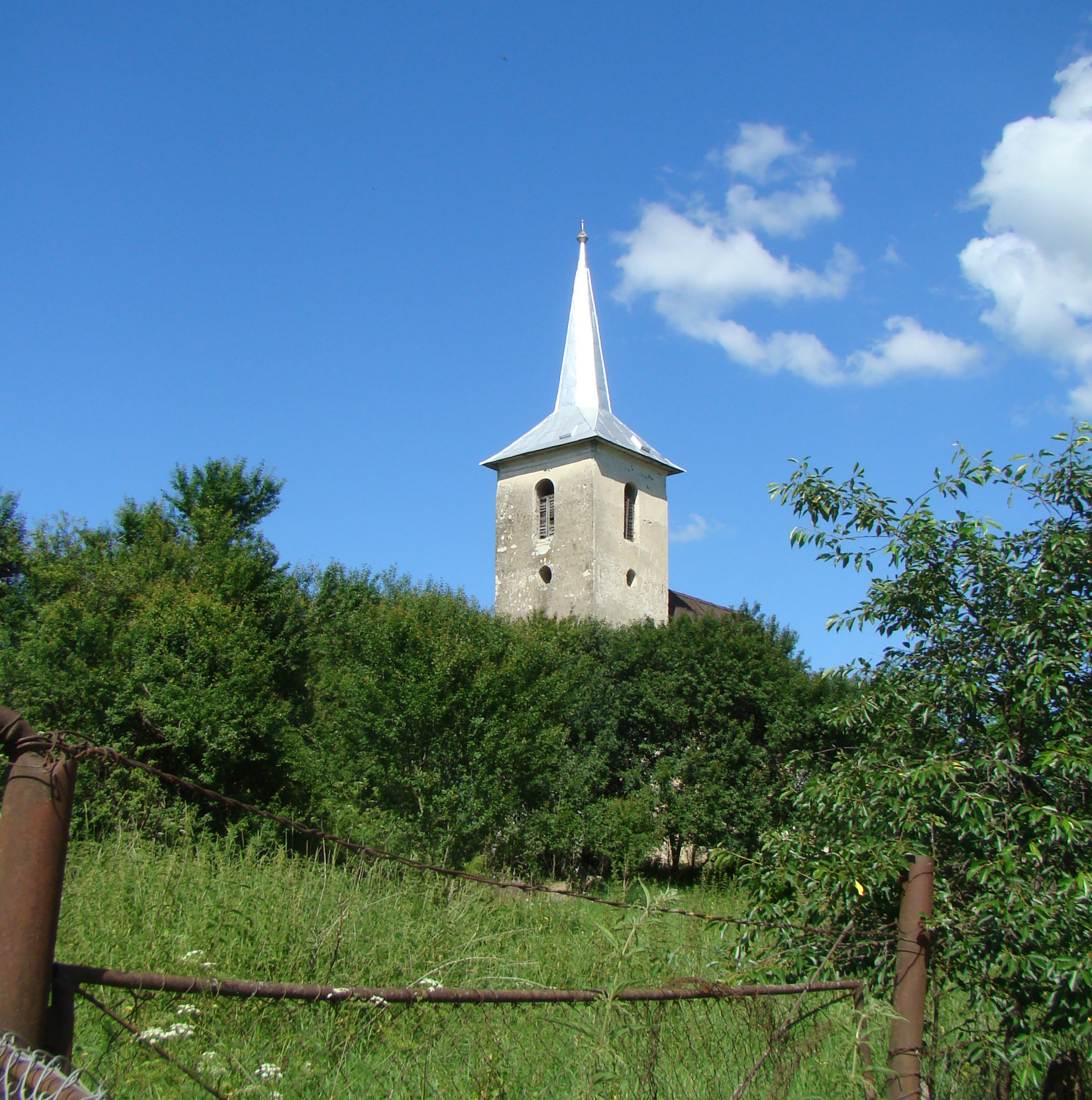
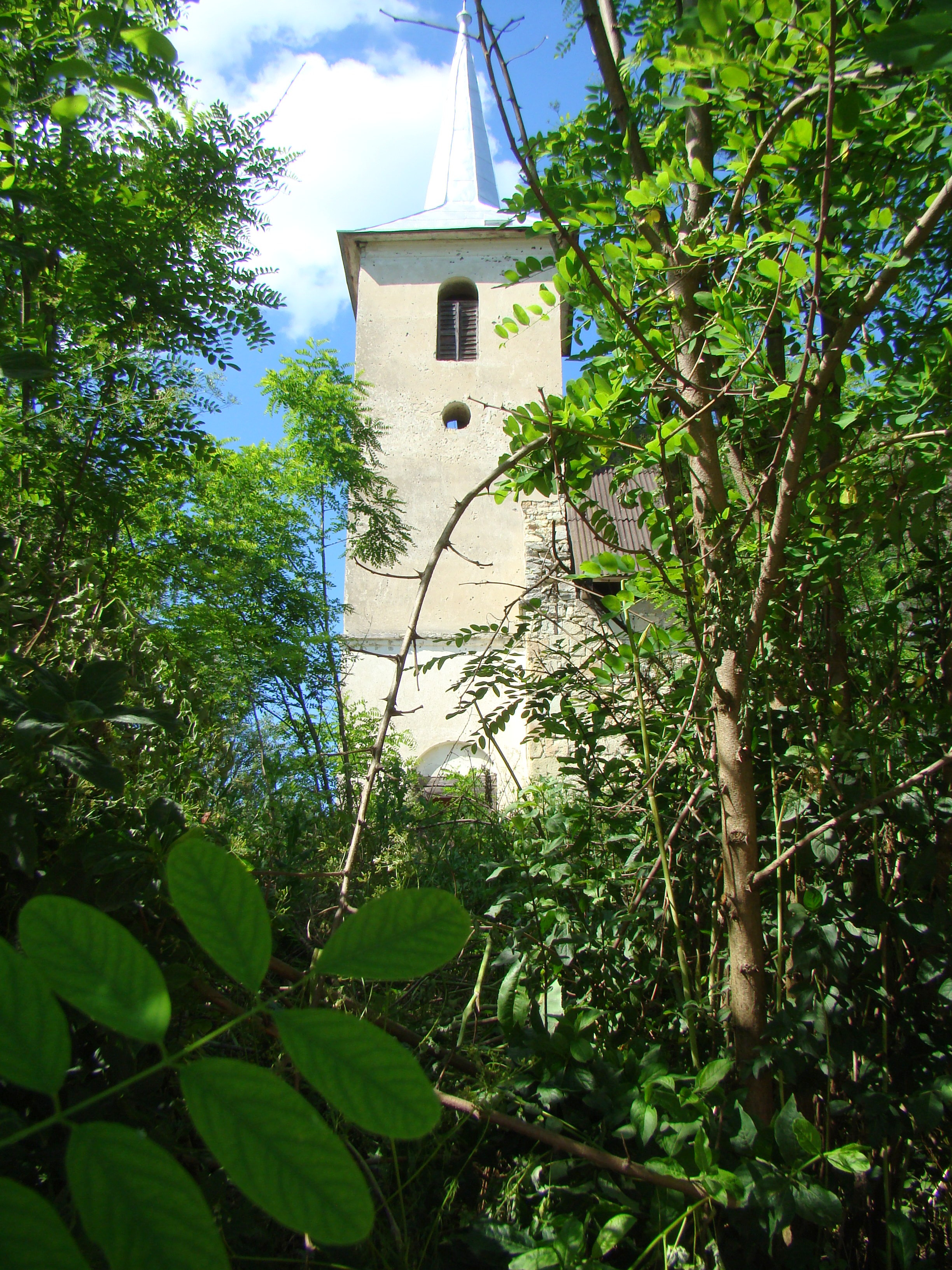
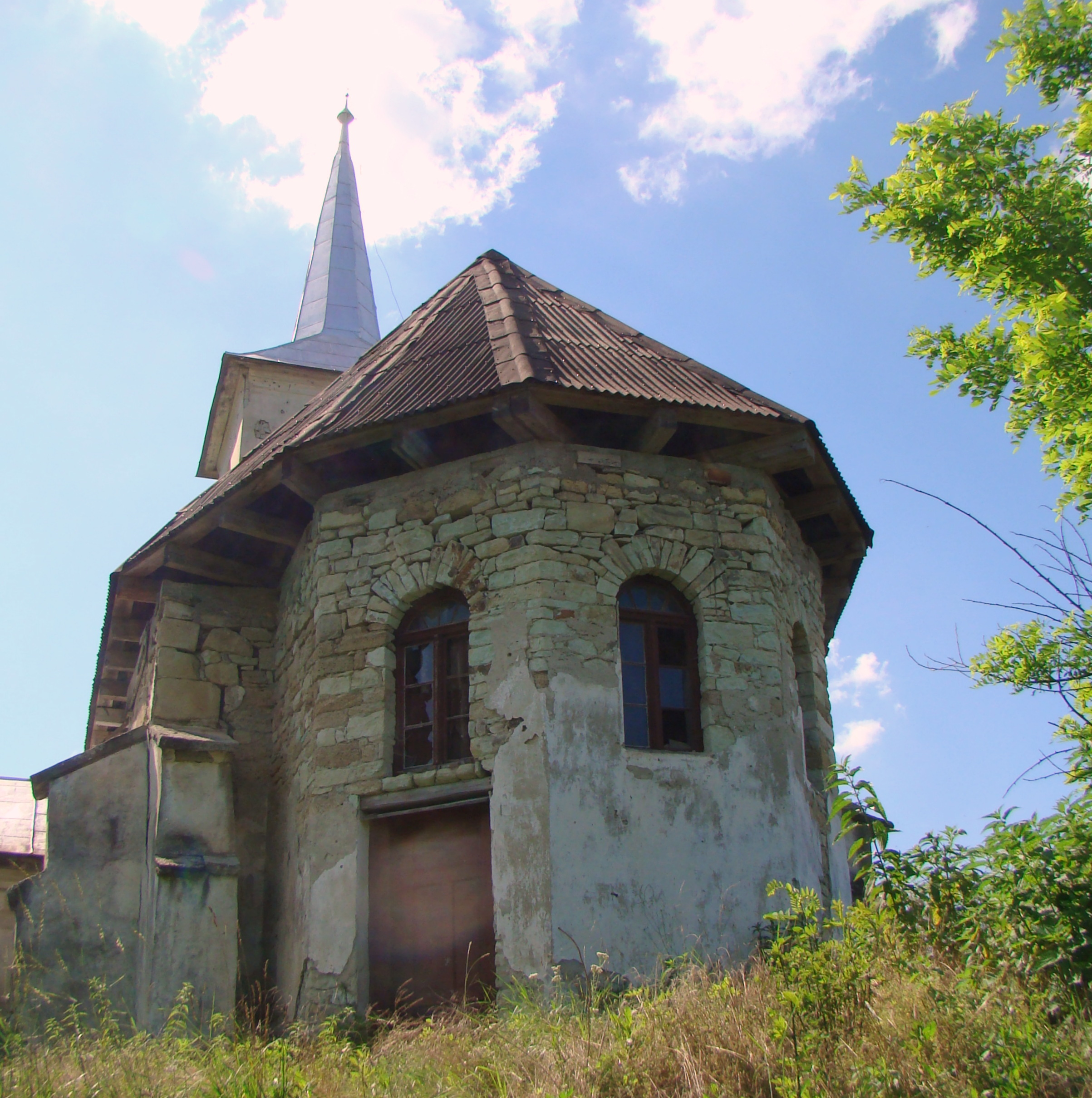
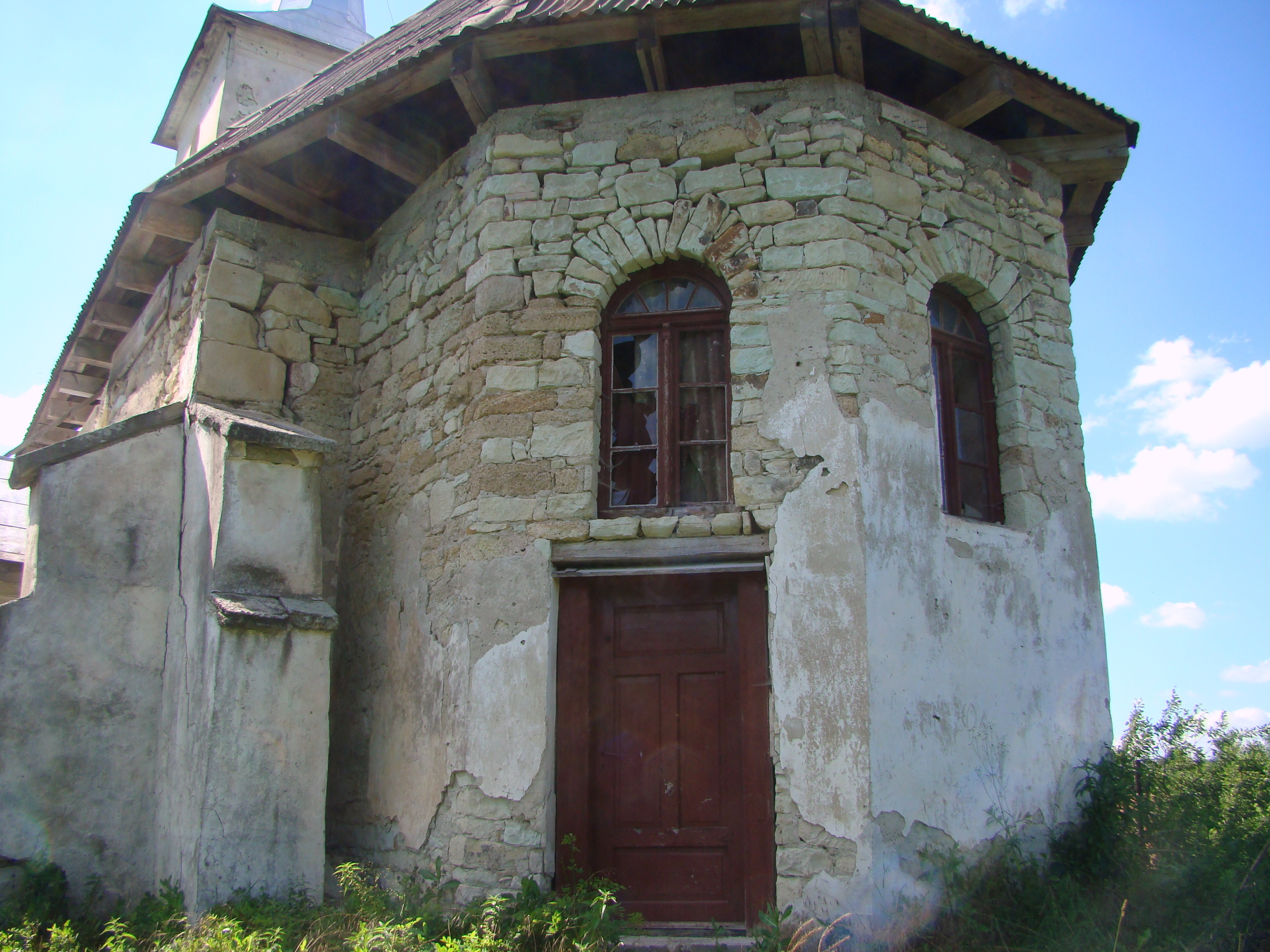
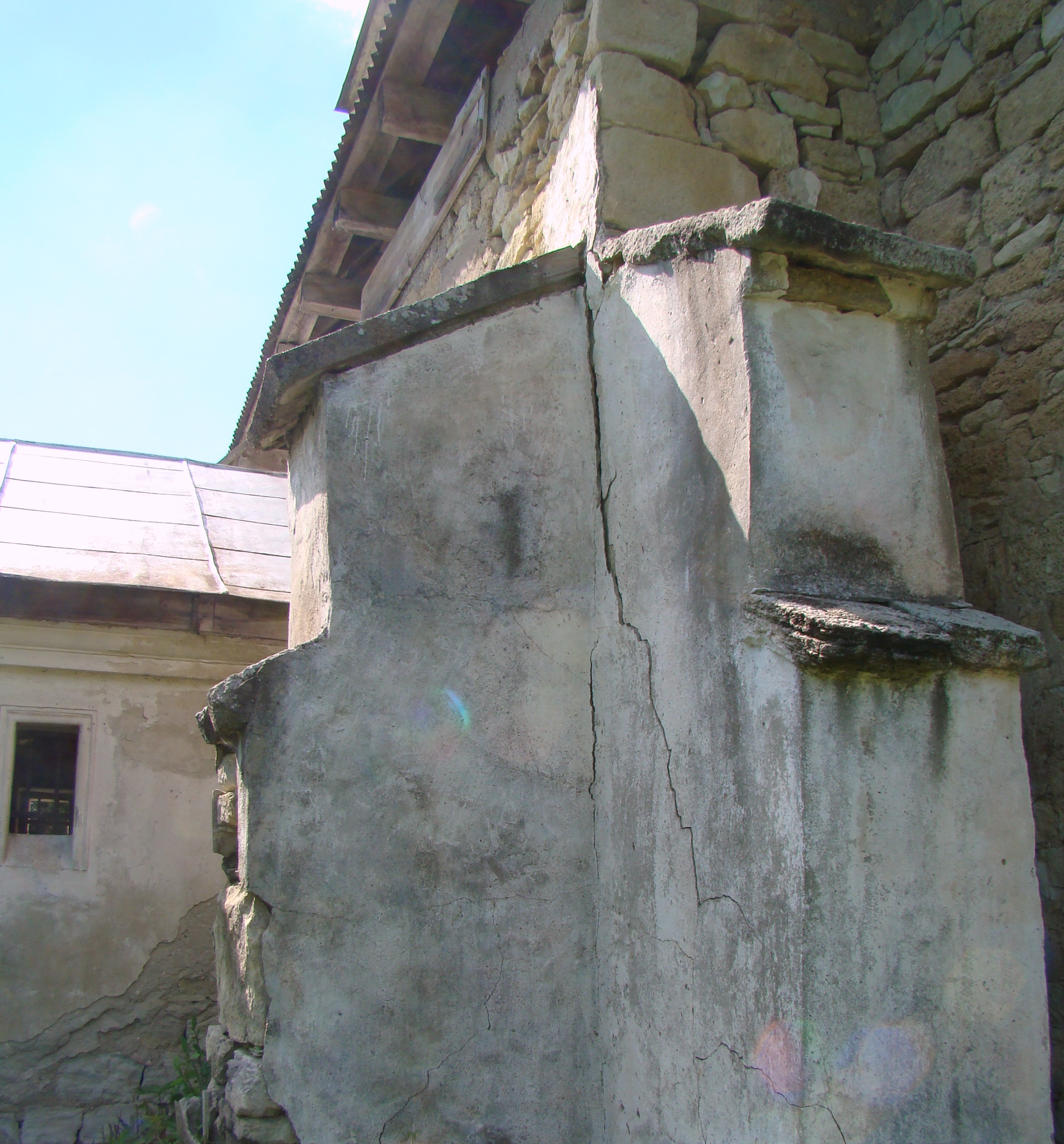
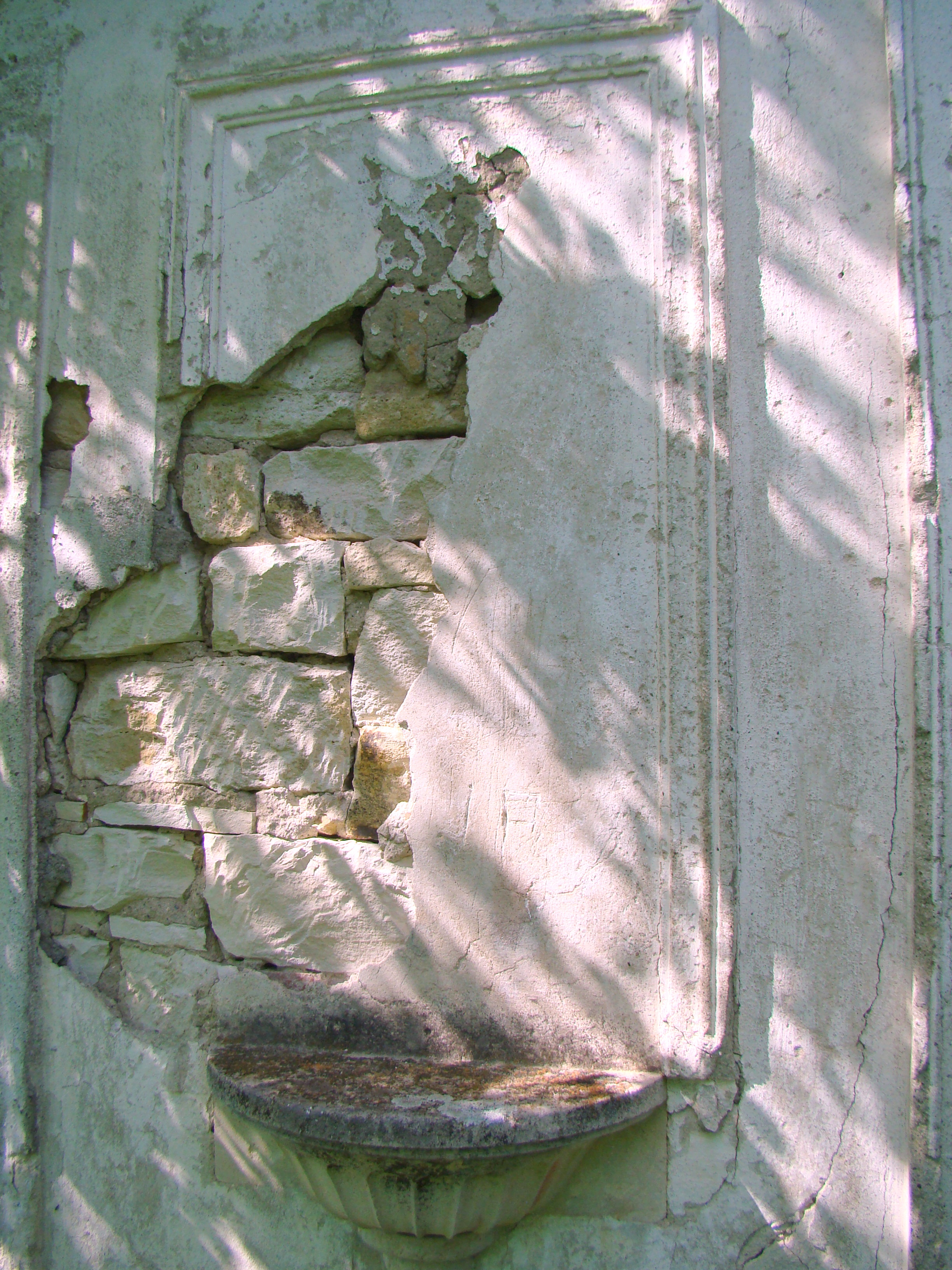
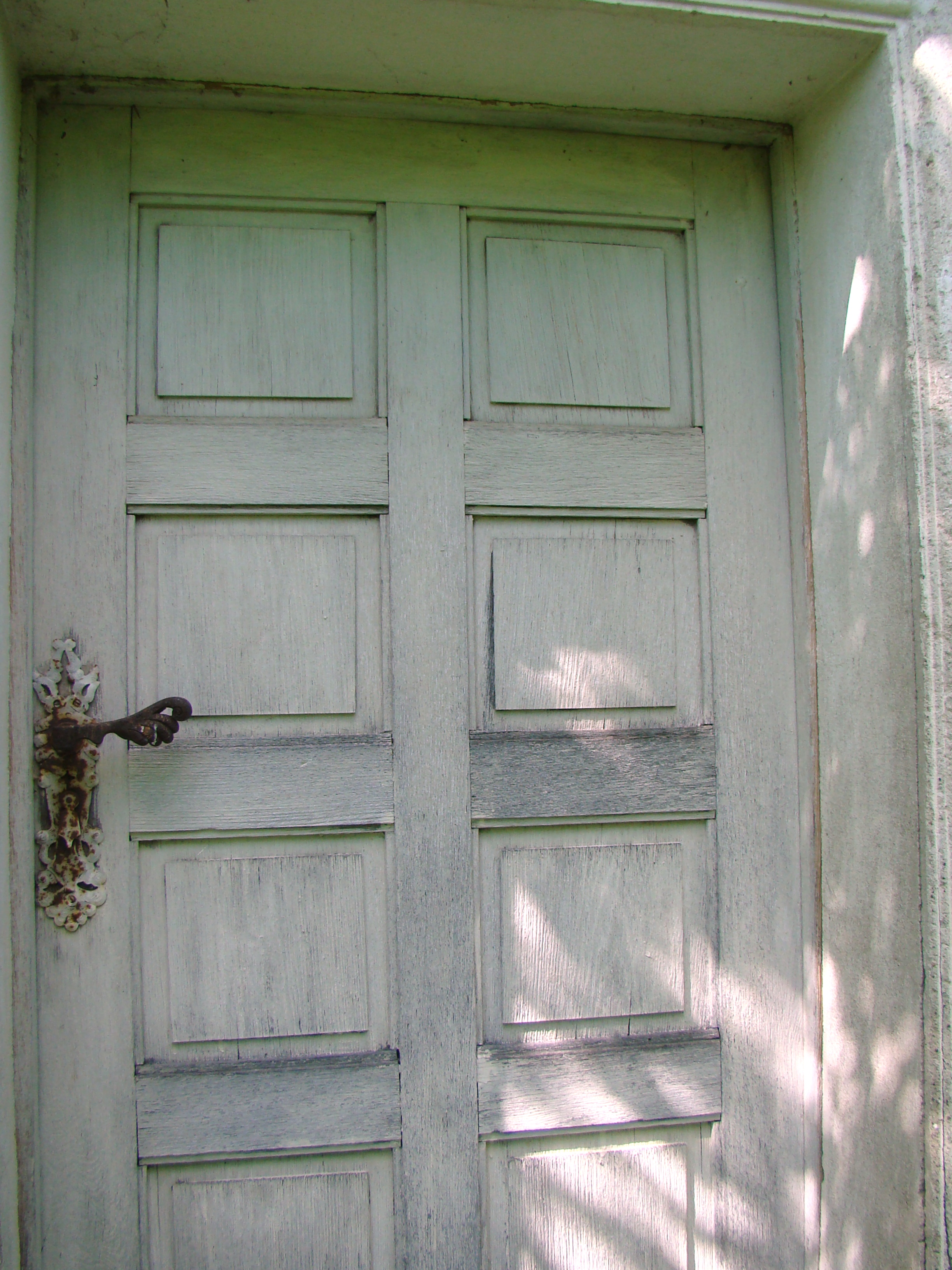
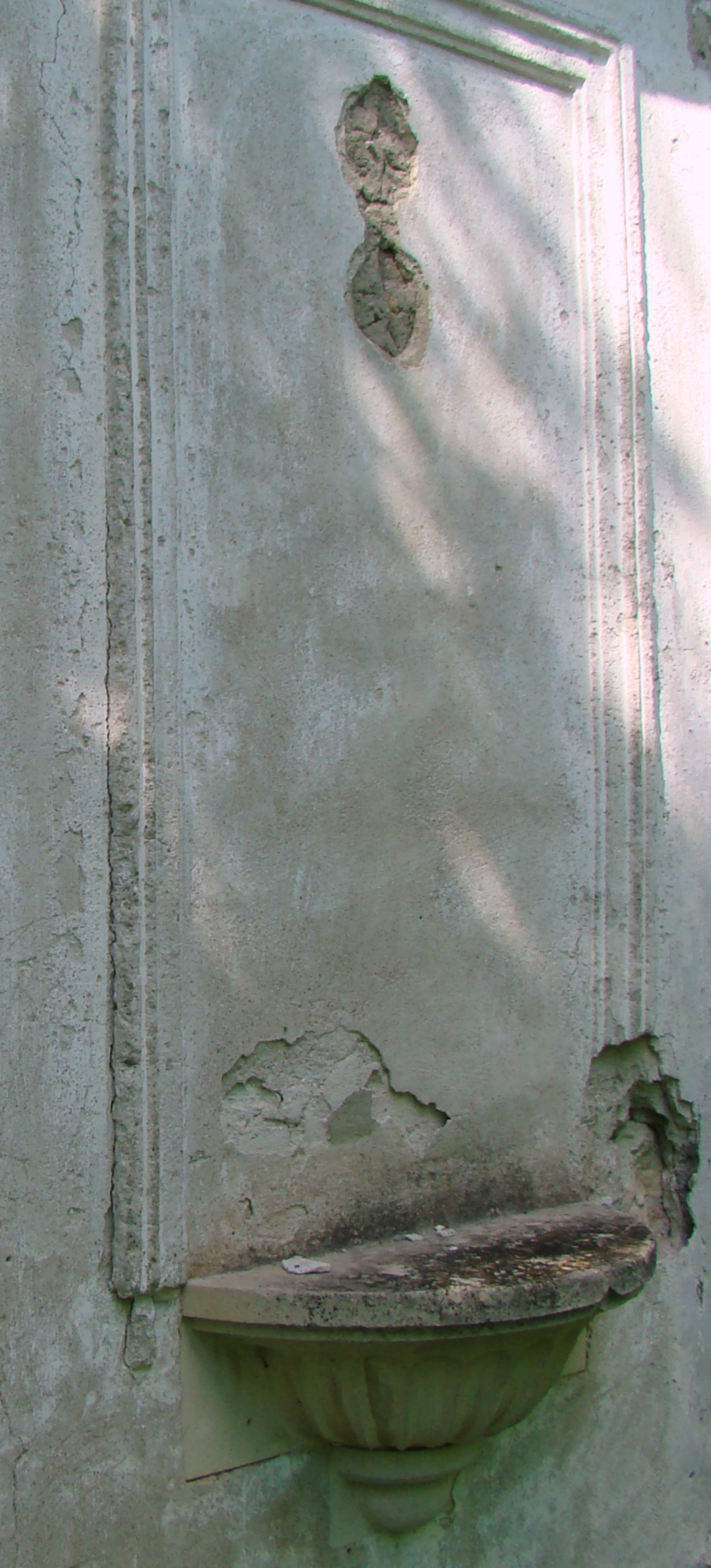
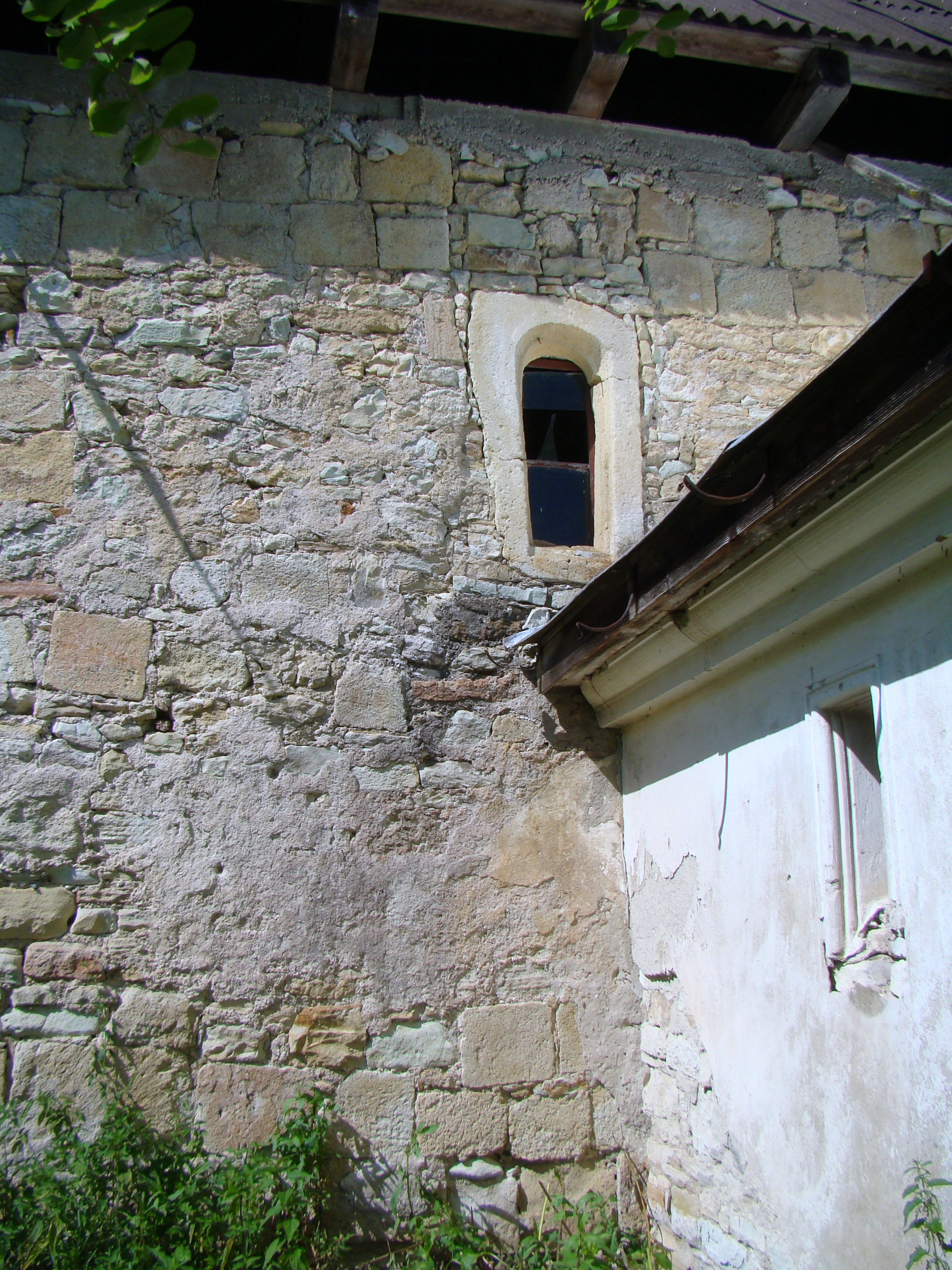
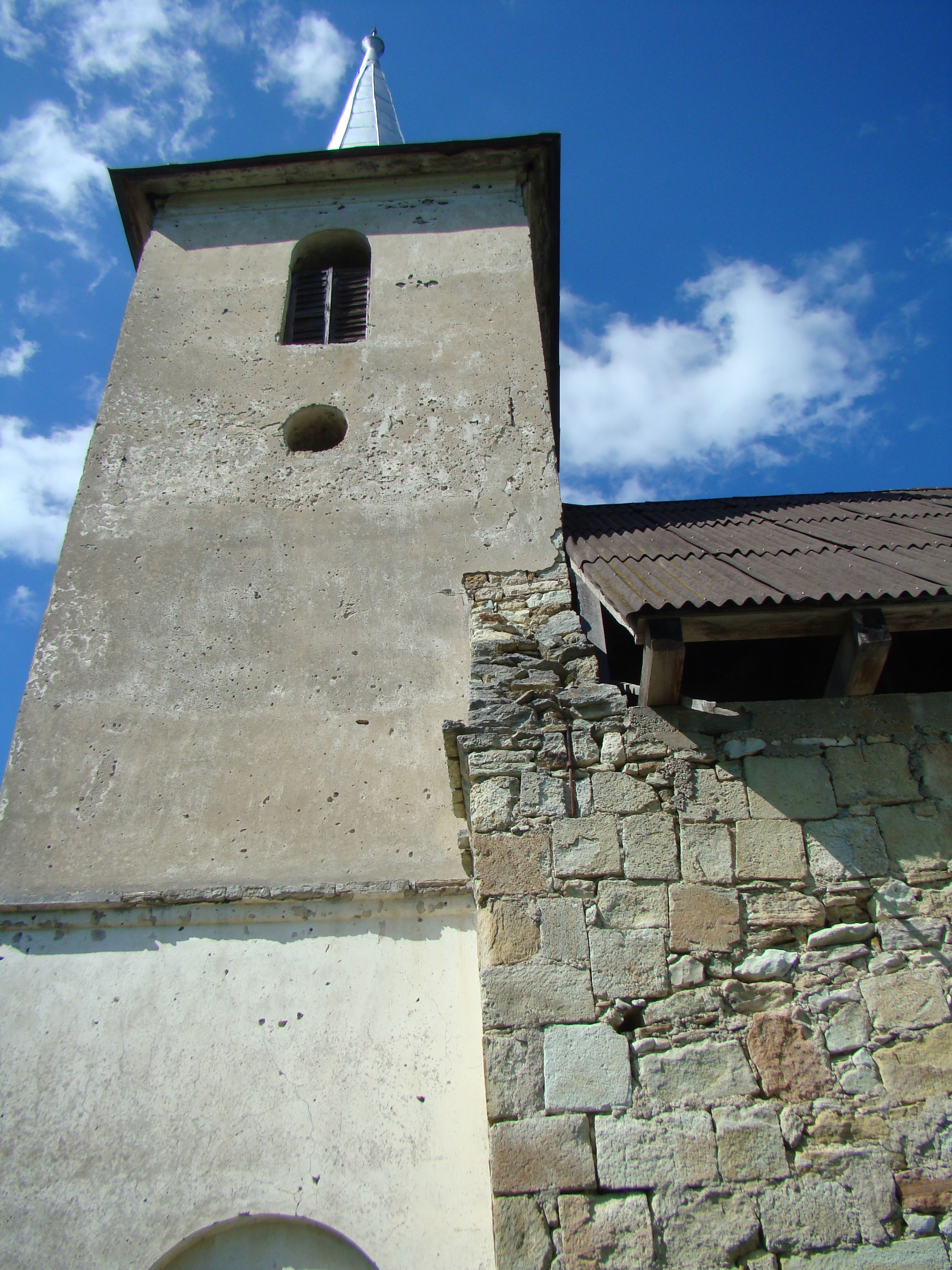
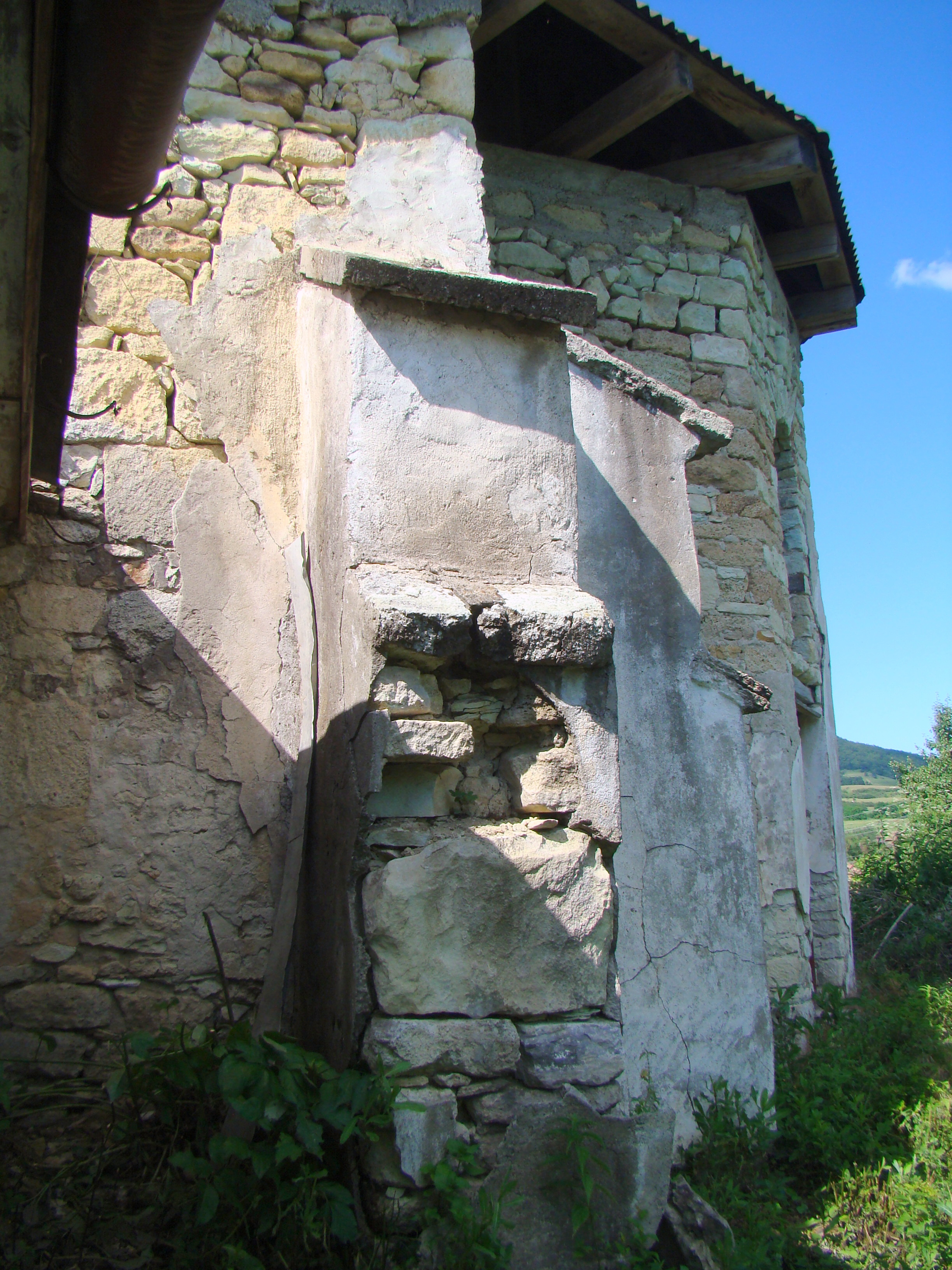
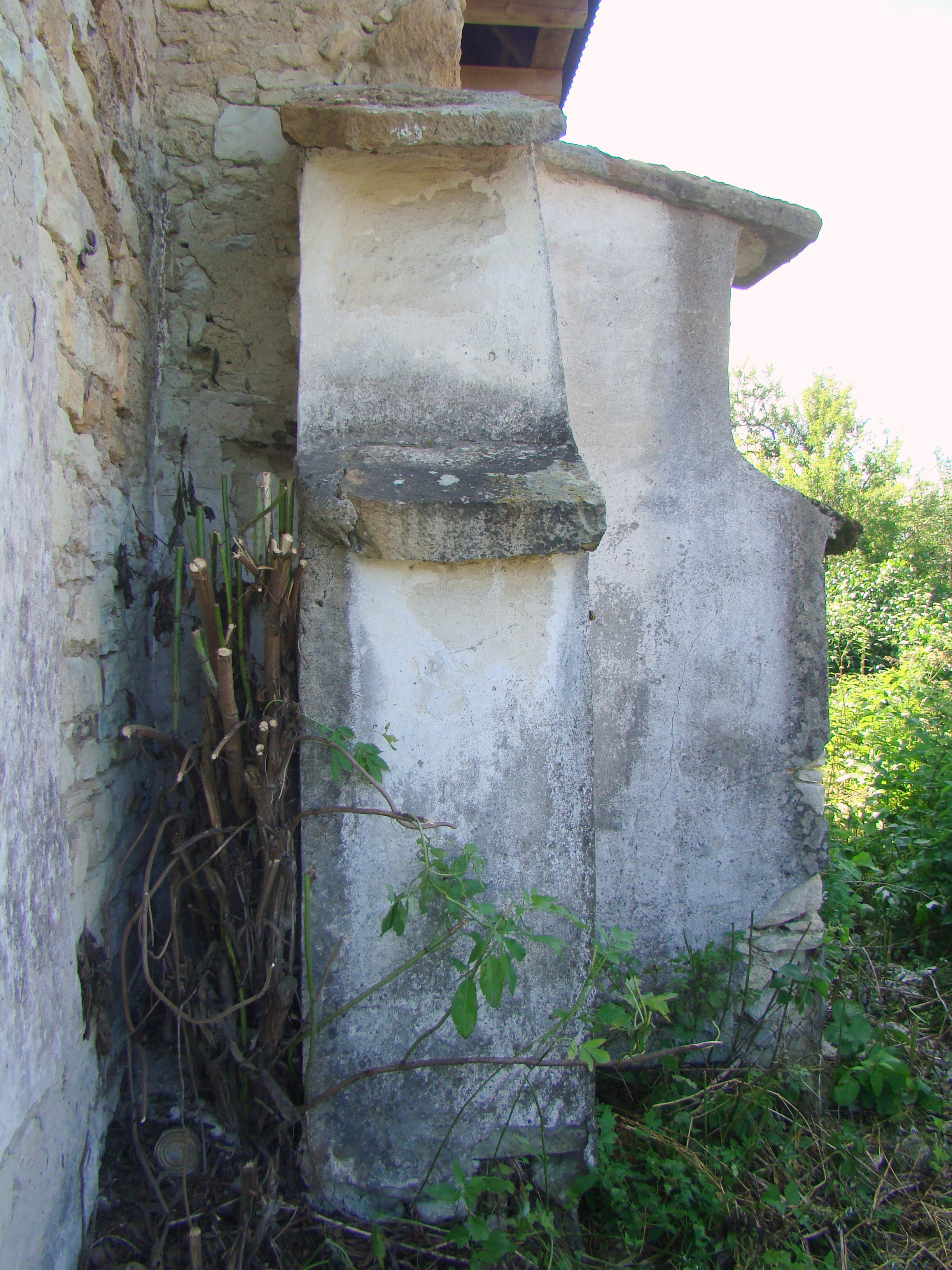
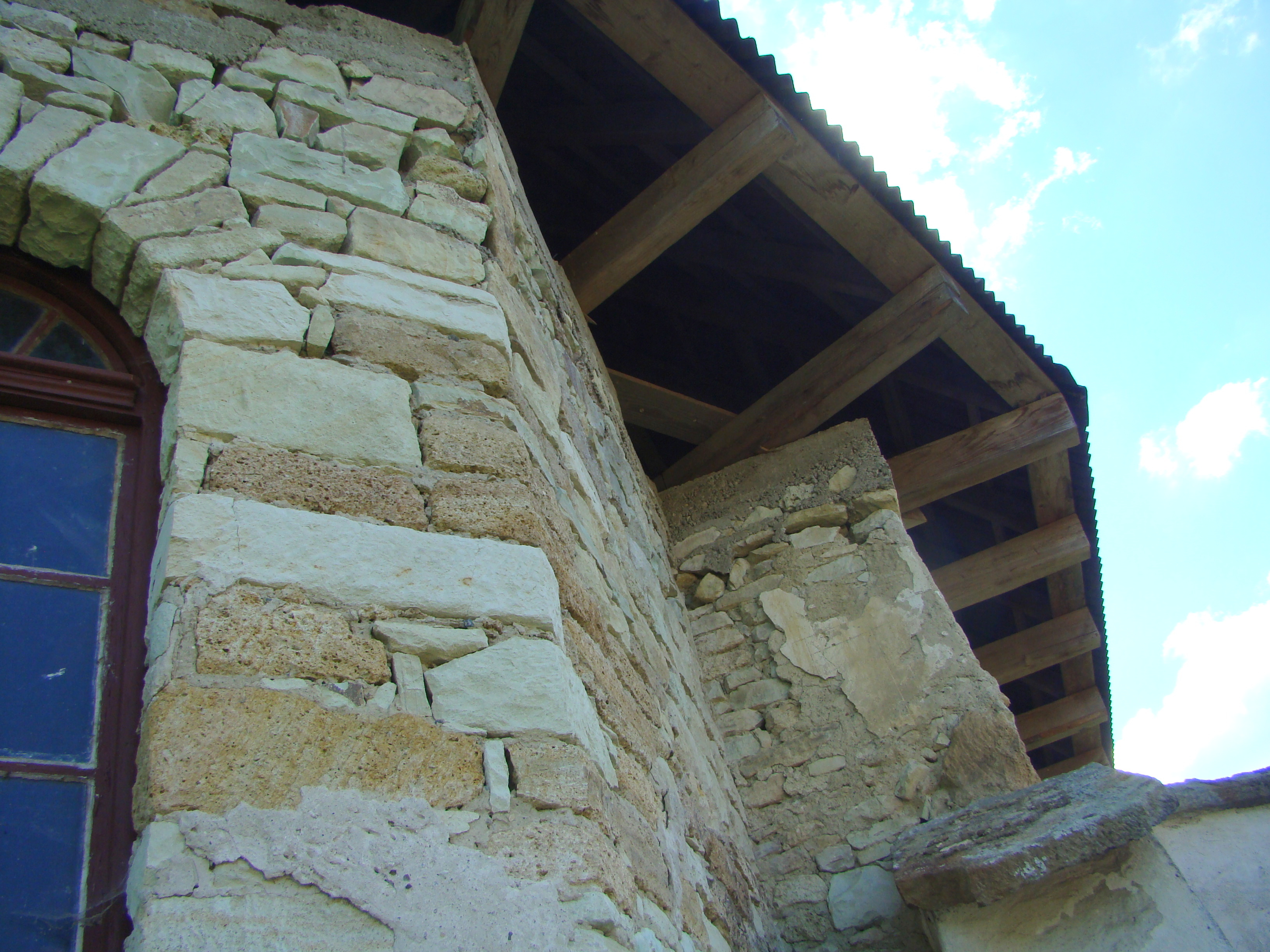
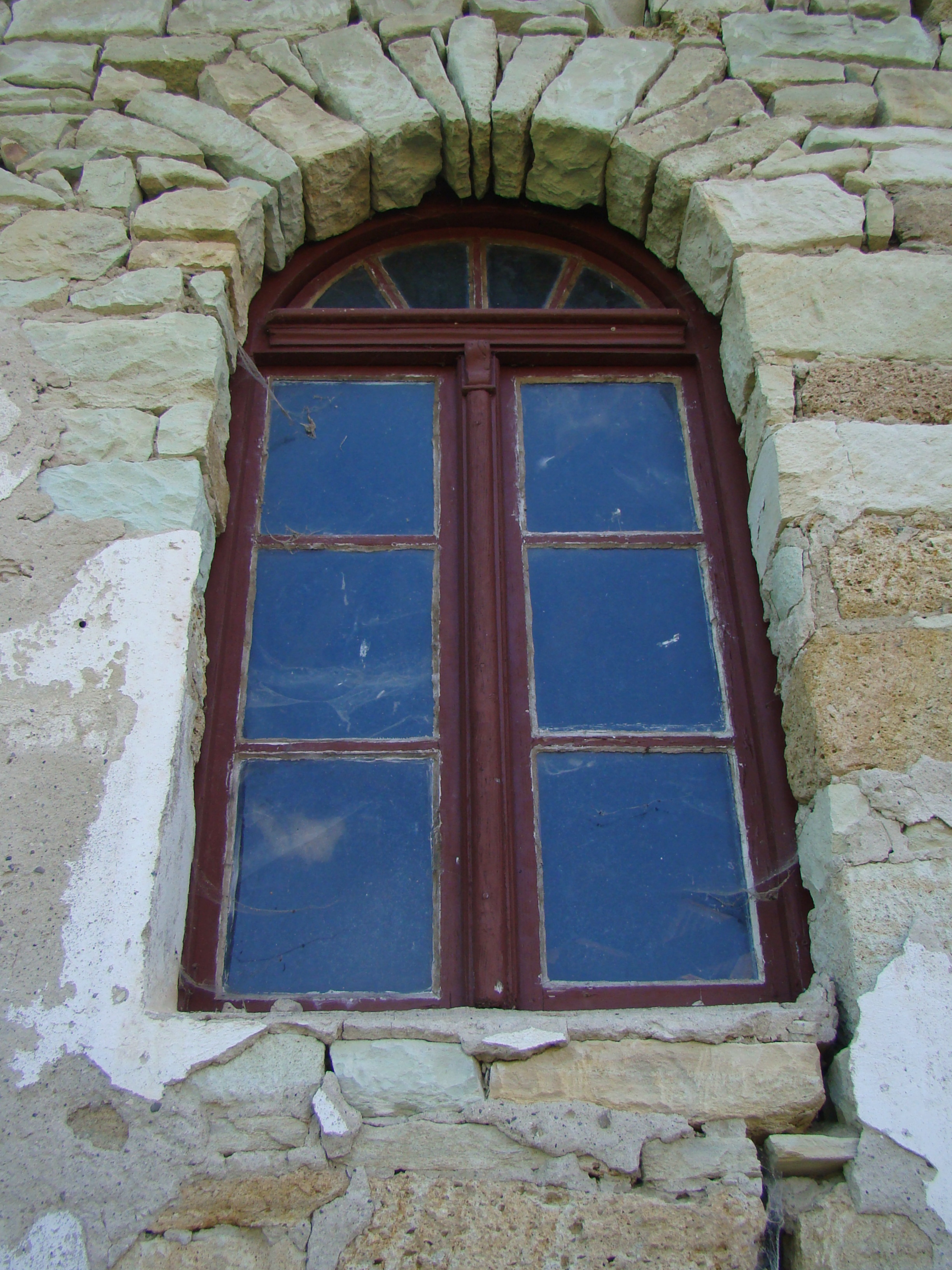
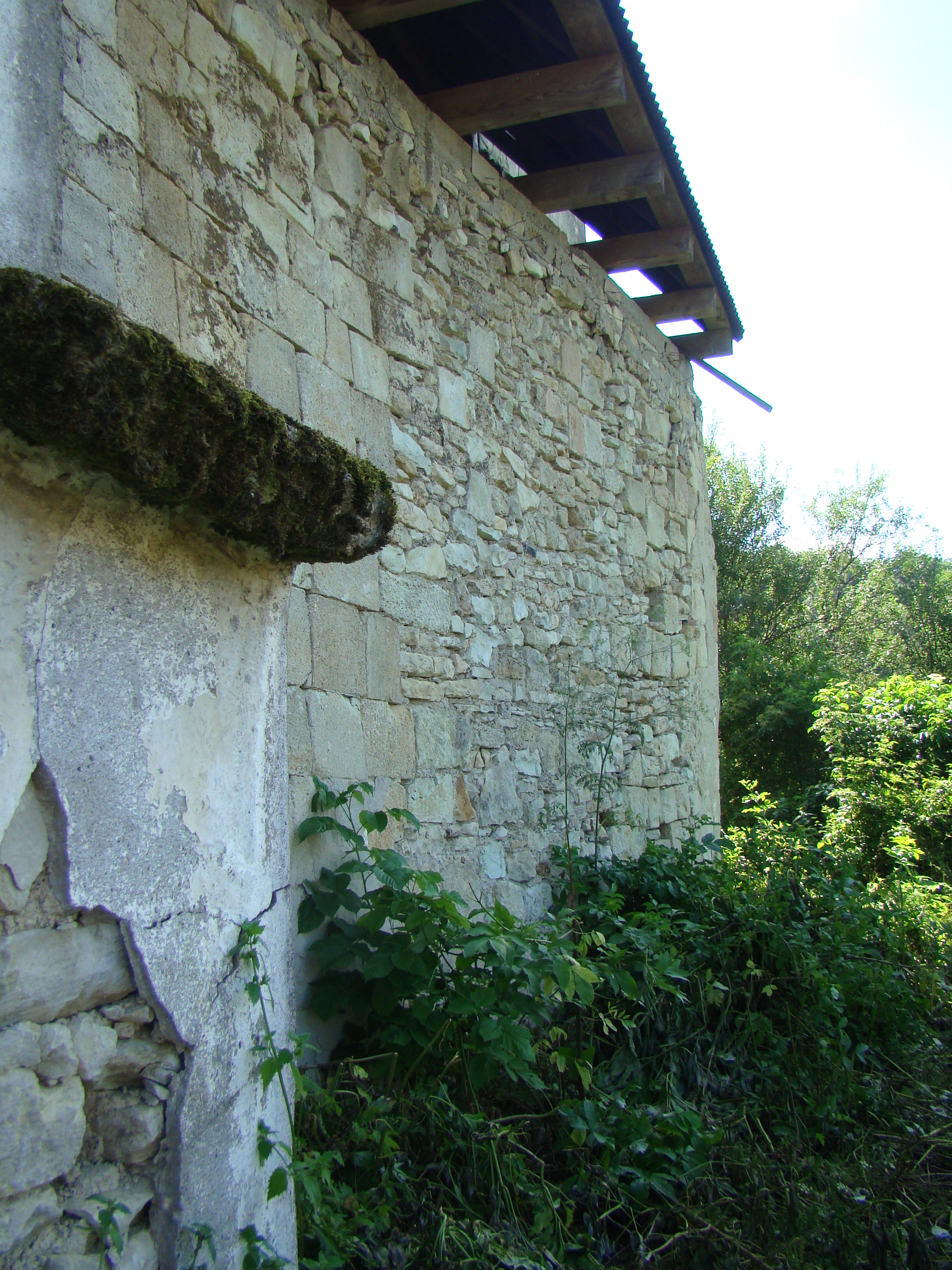
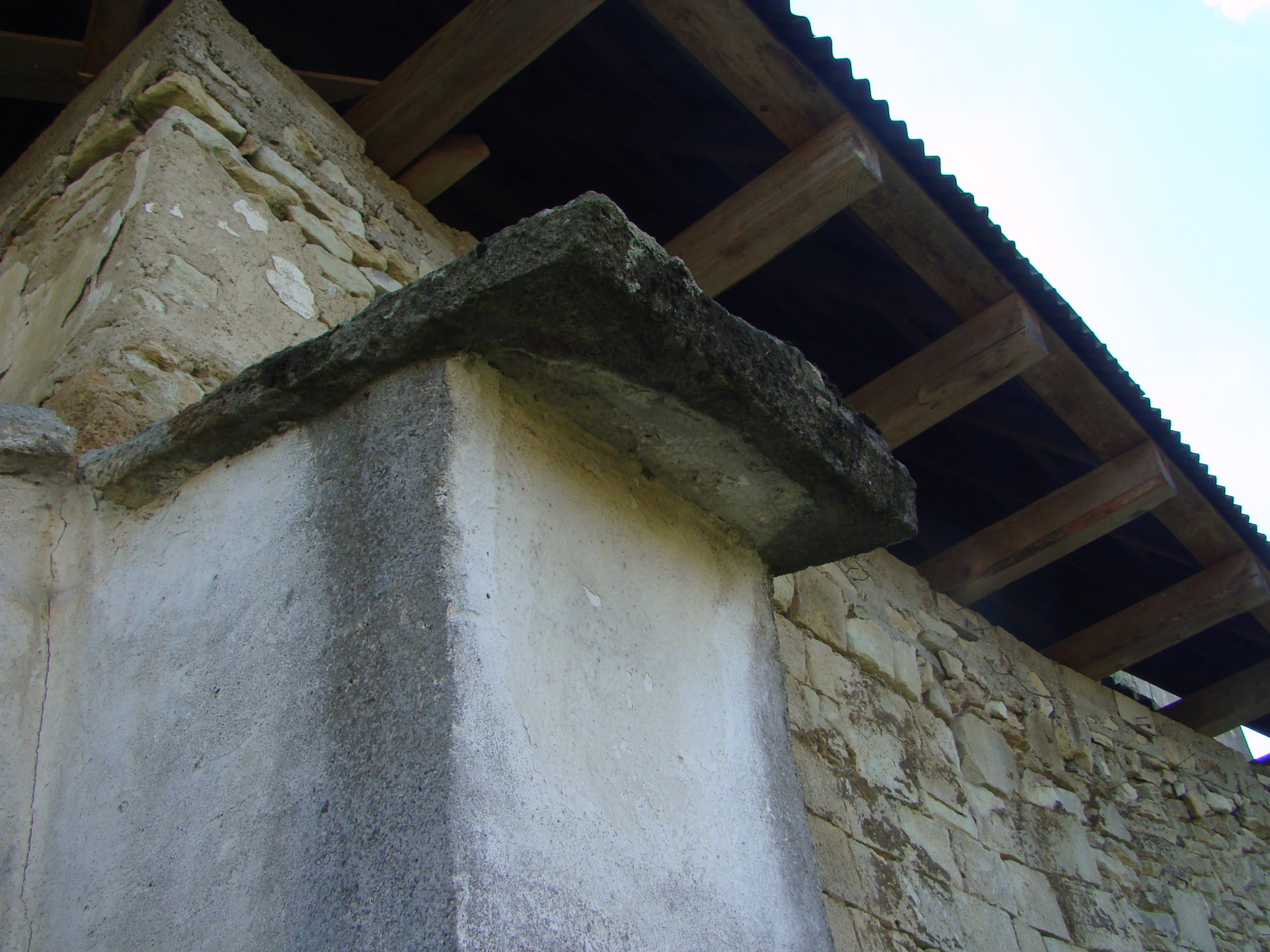
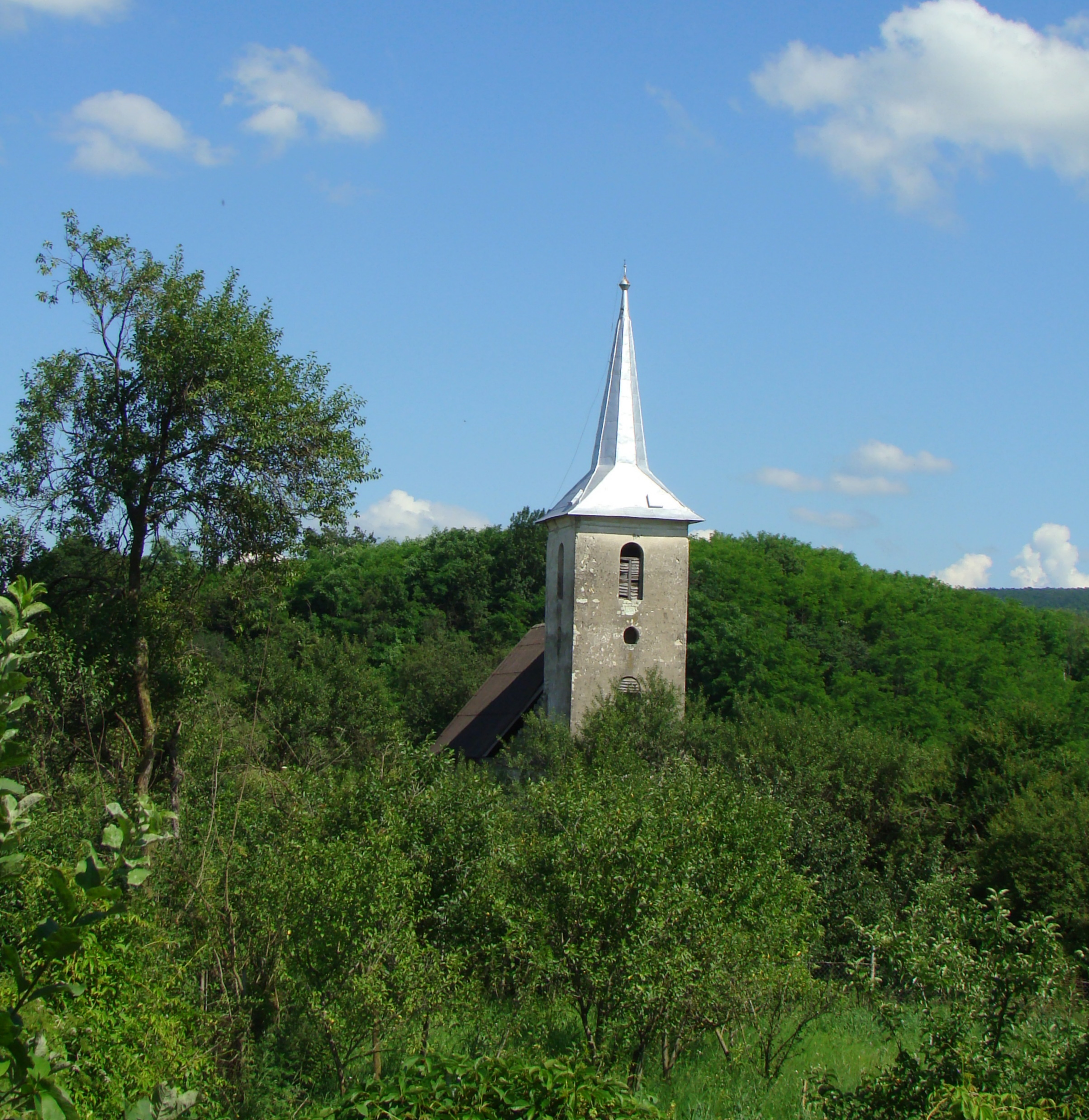

## Vezi și
- Dârja, Cluj